# Oleksandr Karavajev
Oleksandr Oleksandrovitsj Karavajev (Oekraïens: Олександр Олександрович Караваєв) (Cherson, 2 juni 1992) is een Oekraïens voetballer die als middenvelder speelt. In 2019 verruilde hij Zorja Loehansk voor Dynamo Kiev.

## Clubcarrière
Karavajev begon bij Sjachtar Donetsk waar hij sinds 2009 deel uitmaakt van de selectie van het eerste team. Hij debuteerde niet en deed dat wel op huurbasis bij FK Sebastopol. Van 2013 tot het winterstop van 2015/2016 werd Karavajev verhuurd aan Zorja Loehansk waar hij een basisplaats wist te krijgen.
In 2017 speelde Karavajev op huurbasis bij Fenerbahçe SK.

## Interlandcarrière
Hij speelde in verschillende vertegenwoordigende jeugdselecties. Karavajev debuteerde op 9 oktober 2015 voor het Oekraïens voetbalelftal in de EK-kwalificatiewedstrijd in Macedonië (0-2) als invaller na 86 minuten voor Andriy Yarmolenko. Karavajev maakte deel uit van de Oekraïense selectie op het Europees kampioenschap voetbal 2016.